# Aldrich (Minnesota)
Aldrich é uma cidade localizada no estado americano de Minnesota, no Condado de Wadena.

## Demografia
Segundo o censo americano de 2000, a sua população era de 53 habitantes.
Em 2006, foi estimada uma população de 48, um decréscimo de 5 (-9.4%).

## Geografia
De acordo com o United States Census Bureau tem uma área de
1,2 km², dos quais 1,2 km² cobertos por terra e 0,0 km² cobertos por água.

## Localidades na vizinhança
O diagrama seguinte representa as localidades num raio de 20 km ao redor de Aldrich.